# Дибо Володимир Антонович
Володимир Антонович Дибо (30 квітня 1931, село Пирогівка Шосткинського району Сумської області — 7 травня 2023, Таруса) — радянський і російський лінгвіст, доктор філологічних наук (1979), професор (1992), академік РАН (2011). Фахівець у галузі порівняльно-історичного мовознавства, один із засновників Московської школи компаративістики.

## Біографія
Закінчив відділення російської мови і літератури історико-філологічного факультету Горьковського університету (1954) та аспірантуру при кафедрі загального та порівняльного мовознавства філологічного факультету МДУ.
З 1958 року працював в Інституті слов'янознавства АН СРСР (РАН): старший науково-технічний співробітник, молодший науковий співробітник, старший науковий співробітник, провідний науковий співробітник, головний науковий співробітник Відділу слов'янського мовознавства.
У 1962 році захистив в Інституті слов'янознавства кандидатську дисертацію «Проблема співвідношення двох балто-слов'янських рядів акцентних відповідностей у дієслові…», а в 1979 році — докторську дисертацію «Досвід реконструкції системи праслов'янських акцентних парадигм».
26 травня 2000 року обраний членом-кореспондентом Російської Академії наук по Відділенню літератури і мови (мовознавство). З 22 грудня 2011 року був дійсним член (академік) РАН по Відділенню історико-філологічних наук.
Був директором Центру компаративістики Інституту східних культур і античності РДГУ; читав курси лекцій «Порівняльна граматика слов'янських мов (праславянская реконструкція)»; «Слов'янська порівняльно-історична акцентологія»; «Балтійська порівняльно-історична акцентологія»; «Типологія і генезис парадигматических акцентних систем», за якими опубліковані авторські програми. Керував аспірантами і докторантами; під його керівництвом успішно захищено 7 кандидатських дисертацій та 2 докторські.
Був головним редактором журналу «Питання мовної спорідненості», членом редколегії журналу «Питання мовознавства»; входив до складу Вченої ради РДГУ та спеціалізованої вченої ради Д 212.198.08 за спеціальностями «Порівняльно-історичне і типологічне мовознавство» і «мови Азії, Африки, аборигенів Австралії та Америки» там же. Дійсний член РАПН (1992).
Був головою Московського лінгвістичного товариства, організаторором Ностратичної семінару імені Владислава Ілліч-Світича.
Дружина: Валерія Григорівна Чурганова (1931—1998); 
Донька: Ганна Володимирівна (нар. 1959), — також відомі лінгвісти.

## Наукова діяльність

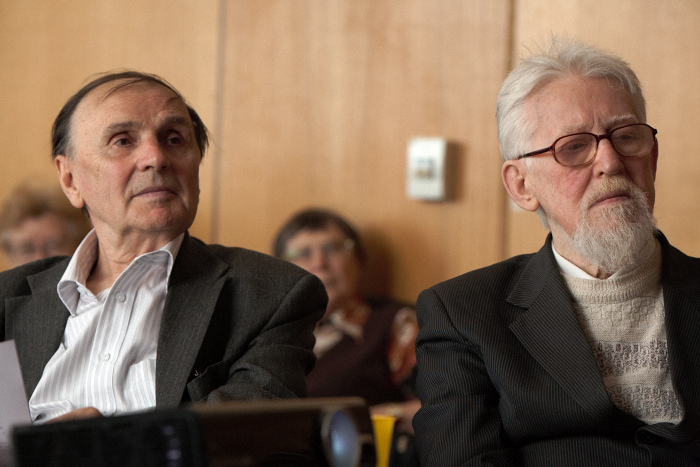
Академіки А. А. Залізняк і В. А. Дибо (2011)

Автор близько 200 наукових публікацій, у тому числі 7 монографій.
Основні роботи присвячені з порівняльно-історичній граматиці слов'янських, балтійських, іранських, індоєвропейських і ностратичних мов, порівняльно-історичної акцентології та історичної типології акцентних систем, акцентології абхазо-адизьких і центрально-сахарських мов, японської мови.
Зробив істотний внесок (поряд з В. М. Ілліч-Світичем, С. Л. Ніколаєвим, А. А. Залізняком) у реконструкцію найдавнішої балто-слов'янської акцентної системи.
Розробив теорію віддаленої спорідненості мов і реконструкції палеокультури за даними мови. Є одним з найбільш авторитетних фахівців в названих галузях в Росії і в світі. Зокрема, ним вперше побудована цілісна і струнка концепція слов'янської порівняльно-історичної акцентології, а також типологія акцентних систем парадигматичного типу.
Керував низкою проектів за грантами РФФД і РГНФ, за програмою фундаментальних досліджень ОІФН РАН координував роботу над колективною працею «Основи слов'янської акцентології».

## Публікації
- Дыбо В. А. Акцентологический комментарий к Норовской псалтыри // Норовская псалтырь. София, 1969. Т. 1.
- Дыбо В. А. Славянская акцентология: Опыт реконструкции системы акцентных парадигм в праславянском / Институт славяноведения и балканистики АН СССР. — М.: Наука, 1981. — 272 с. (в пер.)
- Иллич-Свитыч В. М. Опыт сравнения ностративных языков: Сравнительный словарь (p-q): По картотекам автора. М.: Наука, 1984. 180 с. Соавт.: Долгопольский А. В., Дыбо А. В.
- Дыбо В. А. Словообразование и акцентология. Акцентологические архаизмы в производных как источник для реконрукции акцентных типов производящих // Сопоставительное изучение словообразования славянских языков. М., 1987.
- Дыбо В. А., Николаев С. Л. К проблеме раннеславянского диалектного членения // Лингвистическая реконструкция и древнейшая история Востока. Материалы к дискуссиям на Международной конференции (Москва, 29 мая — 2 июня 1989 г.). М., 1989. Ч. 2.
- Основы славянской акцентологии [Архівовано 14 липня 2015 у Wayback Machine.]. Институт славяноведения и балканистики АН СССР; Отв. ред. Р. В. Булатова. М.: Наука, 1990. 284 с. Соавт.: Замятина Г. И., Николаев С. Л.
- В защиту некоторых традиционных этимологий // Принципы составления этимологических и исторических словарей языков разных семей. М., 1993. С. 18-22.
- Основы славянской акцентологии: Слов. Вып. 1: Непроизводные основы мужского рода. М.: Наука, 1993. Т. I. Вып. 1. 333 с. Соавт.: Замятина Г. И., Николаев С. Л.
- Морфологический анализ, внешнее сравнение и сопоставление в лингвистической реконструкции // Теоретические и методологические проблемы сопоставительного изучения славянских языков: Сб. ст. М., 1994. С. 197—219.
- Язык — этнос — археологическая культура (Несколько мыслей по поводу индоевропейской проблемы) // Язык — культура — этнос: Сб. ст. М., 1994. С. 39-51.
- Accentuation Processes in the Languages of Teda-kanuri Group and Problem of Paradigmatik Accent Systems // St. Petersburg Jornal of African Studies (SPBJAS). 1994. № 2. P. 29-50.
- Новые данные по диахронологии среднеболгарских акцентных систем // Русистика. Славистика. Индоевропеистика: Сб. к 60-летию Андрея Анатольевича Зализняка. М., 1996. С. 356—382.
- Балтославянская акцентологическая реконструкция и индоевропейская акцентология // Studia Linguarum: De omnibus linguae rebus scibilibus et guibusdam aliis: Andrea Anatolici Filio honorem dicimus. М., 1997. 324 с.
- Дыбо В. А. Морфонологизованные парадигматические акцентные системы: Типология и генезис. Том I. — М.: Языки русской культуры, 2001. — 736 с. — (Studia philologica). — 1000 экз. — ISBN 5-7859-0140-4. (в пер.)
- Иллич-Свитыч В. М. Опыт сравнения ностратических языков (семитохамитский, картвельский, индоевропейский, уральский, дравидийский, алтайский). Введение. Сравнительный словарь (b — K) / Под ред. В. А. Дыбо. — М.: Едиториал УРСС, 2003. — 372 с. — 480 экз. — ISBN 5-354-00173-0. (обл.)
- Иллич-Свитыч В. М. Опыт сравнения ностратических языков (семитохамитский, картвельский, индоевропейский, уральский, дравидийский, алтайский). Введение. Сравнительный словарь (b — K) / Под ред. В. А. Дыбо. — М.: Либроком, 2009. — 372 с. — ISBN 978-5-397-00745-0. (обл.)
- Дыбо В. А. Балто-славянская акцентная система и итоги индоевропейской акцентологической реконструкции // Славянское языкознание: XV Международный съезд славистов. Минск, 2013 г. Доклады российской делегации. М.: «Индрик», 2013. 672 с.
- Дыбо В. А. Язык — этнос — археологическая культура (Несколько мыслей по поводу индоевропейской проблемы) [Архівовано 7 лютого 2018 у Wayback Machine.] // Глобализация — этнизация. Этнокультурные и этноязыковые процессы. — Кн. 1. — М., 2006. — с. 75-94.